# 埃爾姆羅克 (肯塔基州)
埃爾姆羅克（英語：Elmrock）是位於美國肯塔基州諾特縣的一個非建制地區。

## 地理
埃爾姆羅克所處的海拔為高於海平面309米（即1014英呎），而該地所採用的時區為UTC-5，即北美東部時區（EST）。同時該地設有夏令時間，為UTC-5調快一小時，即UTC-4（EDT）。